# Тривио (Перуђа)
Тривио је насеље у Италији у округу Перуђа, региону Умбрија.
Према процени из 2011. у насељу је живело 81 становника. Насеље се налази на надморској висини од 907 м.